# Hugo Kaulen (1903–1944)
Hugo Kaulen (ur. 29 lipca 1903 w Elberfeld, zm. 22 lutego 1944 w Nijmegen) – niemiecki pilot balonowy.

## Życiorys
Jego ojciec Hugo Kaulen senior w 1913 roku ustanowił rekord długości lotu pokonując dystans 3422 km w 87 godzin. Po zakończeniu wojny niemieccy zawodnicy nie mogli uczestniczyć w zawodach o Puchar Gordona Bennetta. Po raz pierwszy wzięli w nich udział w 1927 roku. Hugo Kaulen (junior) wystartował w nich na balonie Ernst Brandenburg razem z dr. Reincholdem Halbenem i zajął ostatnie, 15 miejsce. W wyścigu wystartował też jego ojciec, który zaraził go pasją lotów balonem, zabierając w pierwszy lot 11 kwietnia 1914 roku. Rok później syn i ojciec wystartowali wspólnie. Zajęli 2 miejsce, ale nie odnieśli sukcesu, ponieważ przekonani, że zajmują odległe miejsce, pomimo posiadania balastu wylądowali milę bliżej niż zwycięzcy. Hugo Kaulen (junior) startował później kilkakrotnie w zawodach o Puchar Gordona Bennetta (w 1929, 1930, 1932 i 1934), ale bez większych sukcesów. Ożenił się z Marlies i mieszkał w Nijmegen. Zginął podczas bombardowania miasta 22 lutego 1944 roku. 